# Tizenkétcseppes füsskata
A tizenkétcseppes füsskata (Vibidia duodecimguttata) a katicabogárfélék családjába tartozó, Eurázsiában honos, lisztharmatgombákkal táplálkozó bogárfaj.

## Megjelenése
A tizenkétcseppes füsskata testhossza 3-4 mm. Teste felülről ovális, szárnyfedői nagyon domborúak, majdnem félgömb alakúak. Felszínük csupasz és fényes, finoman pontozott. Egész teste sötétnarancs-sárgásbarna színű, az előtor oldalsó peremei és a szárnyfedőkön található 6-6 kerek folt krémszínű. A szárnyfedők szélei áttetszőek. Lábai és csápjai sárgásbarnák. A csápok rövidek, az előtor közepéig érnek, végükön 3 ízből álló kis bunkó található.  
A lárvája sárgásfehér vagy sárga, az első torszelvényen két, a többi szelvényen 4-4, sorokba rendeződő fekete pöttyel.  

### Hasonló fajok
A tizenhatcseppes füsskata és a sötétebb tizennégycseppes füsskata hasonlíthat hozzá; ez a faj mindkettőnél kisebb.

## Elterjedése
Eurázsiában honos, a Brit-szigetektől egészen Japánig. 

## Életmódja
Az imágókat tavasztól őszig lehet látni, lombos erdőkben, erdőszéleken, különféle fákon és bokrokon (pl. tölgyön és mogyorón). Mivel főleg a lombkoronában tartózkodik, viszonylag ritkán kerül szem elé. Mind a kifejlett bogár, mind a lárva a lisztharmatgombák fonalaival, spóráival táplálkozik. 

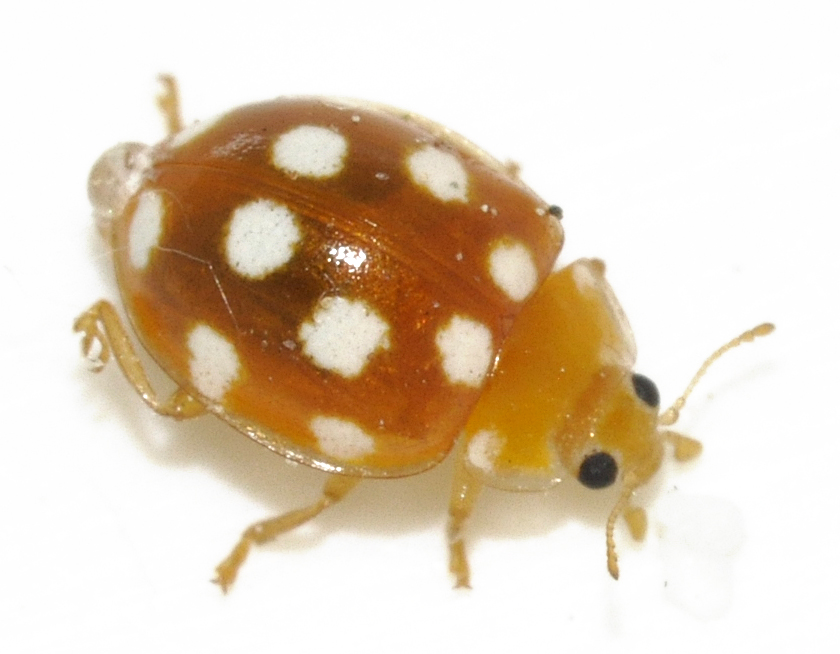
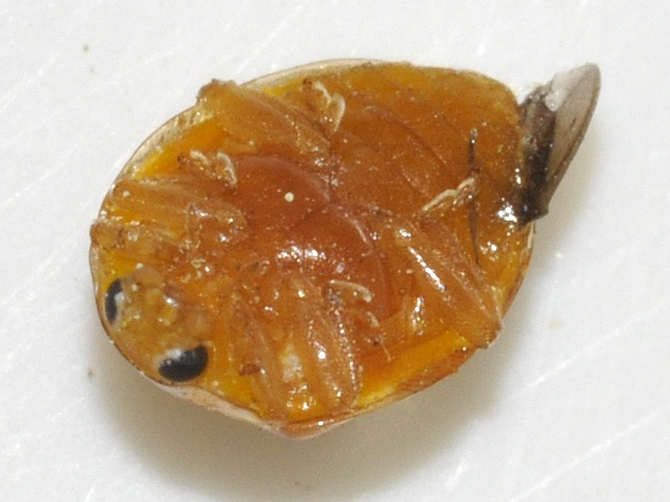
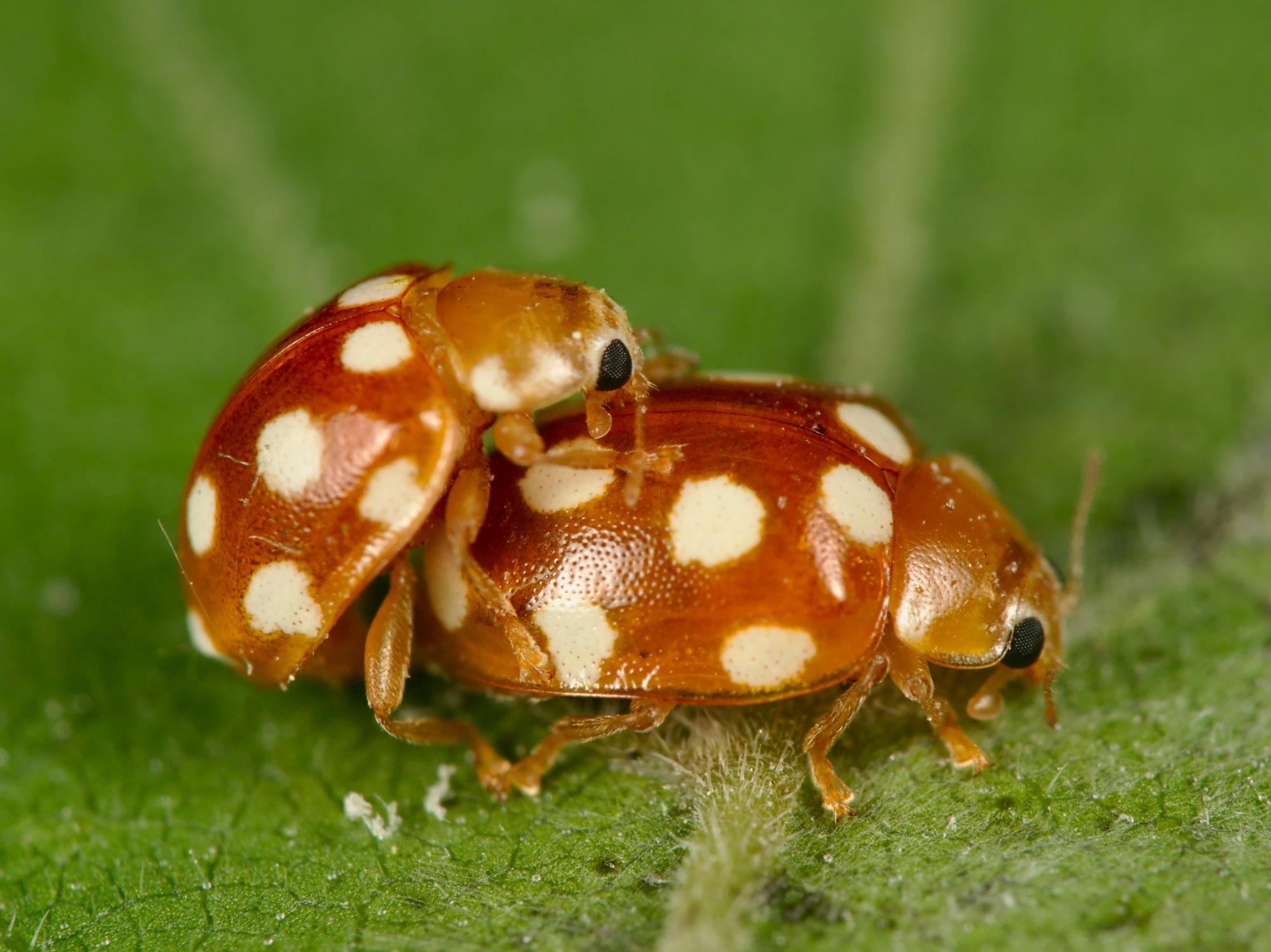
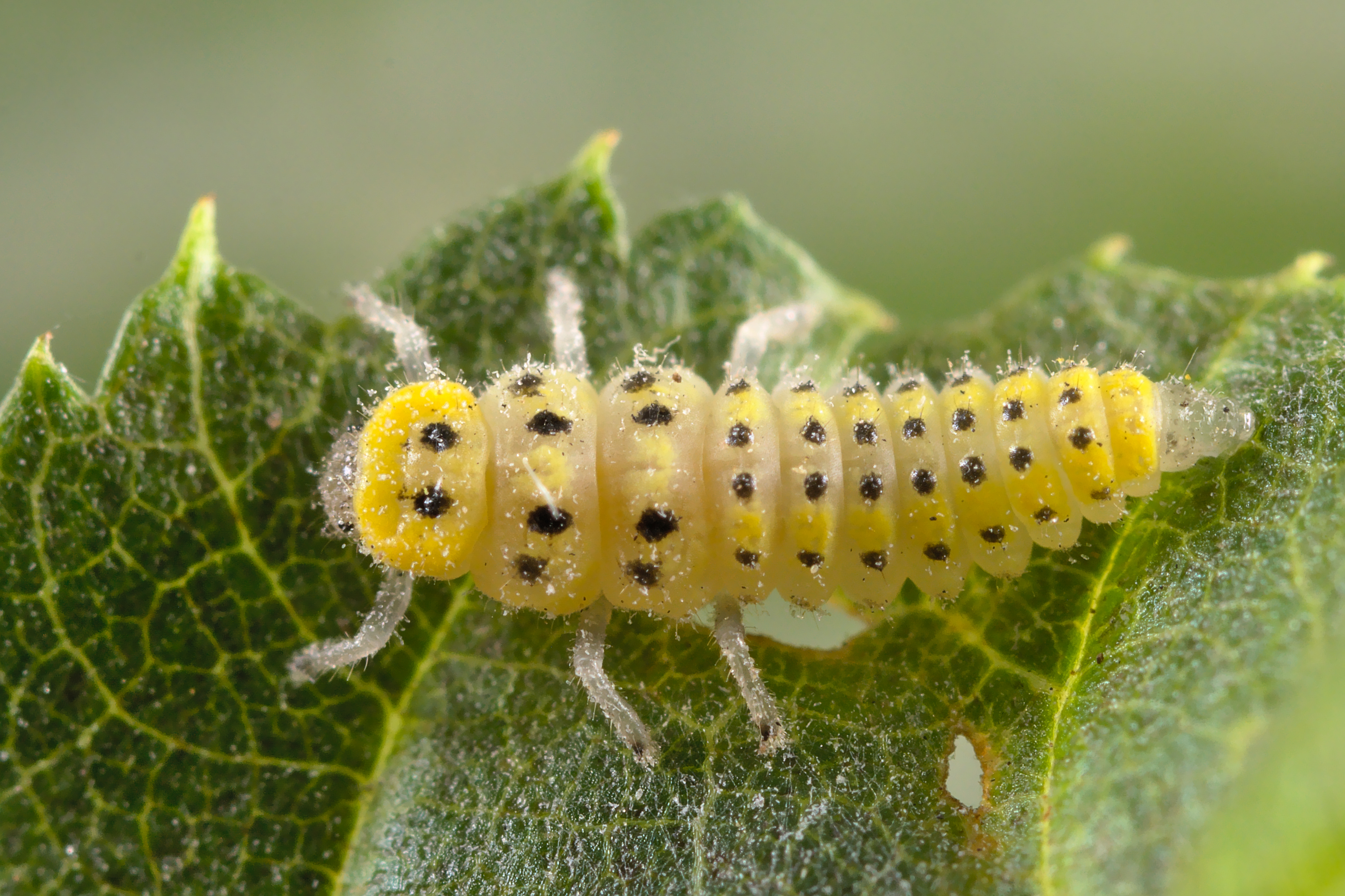
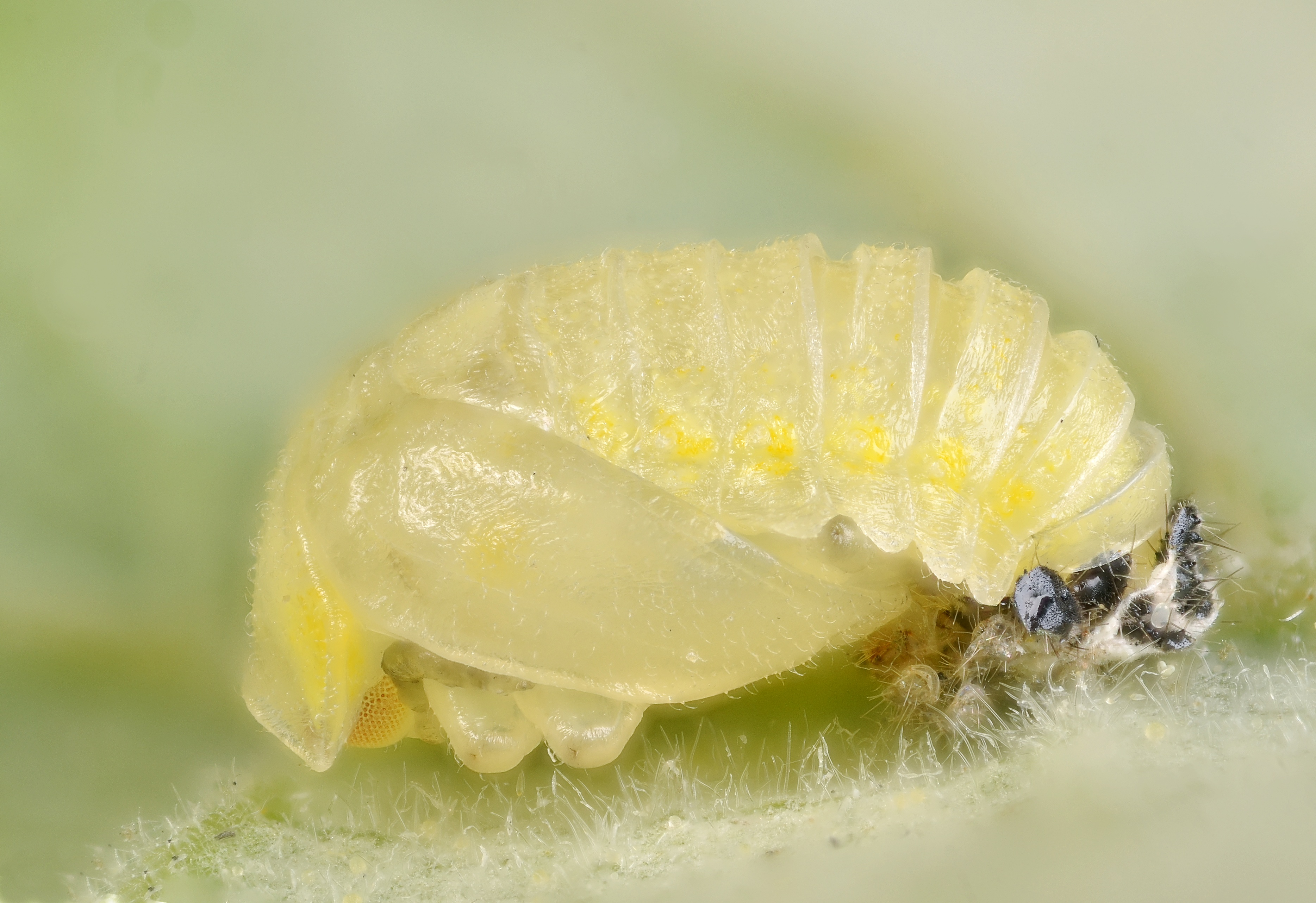

Magyarországon nem védett.